# A Anunciação (Leonardo da Vinci)
A Anunciação, ou  L’annunciazione, em italiano, é um óleo sobre painel de Leonardo da Vinci, pintado entre 1472 e 1475, com 98.4 × 217 cm de dimensão. Representando o arcanjo Gabriel no momento que anunciava a Maria que fora escolhida pelo Senhor para ser a mãe de Jesus, seu filho, de acordo com o evangelho de Lucas 1:26.
O trabalho ficou oculto até 1867 quando foi transferido de um convento próximo a Florença para a Galeria degli Uffizi, também em Florença. Desde então, alguns investigadores mostraram a pintura como o primeiro trabalho de Leonardo da Vinci, embora outros estejam a favor de atribuir a pintura a outros pintores como: Ghirlandaio ou Verrocchio. As asas do anjo foram pintadas com precisão naturalista, um exemplo da curiosidade científica típica da carreira de Leonardo. Usou o seu conhecimento sobre as asas de pássaros para fazer as asas do anjo. No primeiro plano, o pintor representa um tipo de tapete em flor no qual todas as flores foram pintadas com precisão. Mais adiante, o mar e as montanhas, emergindo da névoa azul clara que reflete com cuidado o modo de acordo com o qual as cores mudam com a variação da luz: o chiaroscuro e o sfumato.
| “ | A mais abrangente de todas as teorias sobre a pintura como «ciência» foi desenvolvida por Leonardo […]. Nos seus blocos de notas, defendeu que a pintura era a arte suprema, a «única imitadora de todas as obras manifestas da natureza», e que consistia no refazer da natureza com base no conhecimento das leis naturais, elas próprias retiradas da natureza com base na «experiência». A extrema exigência que colocava no pintor em relação à ótica, anatomia, ciências naturais, geologia, dinâmica, estática, expressão, narrativa, para além do seu próprio carácter pessoal, era tal que não é de estranhar que tenha concluído relativamente poucas obras. [...] Uma vez adquirida esta teoria, operou-se uma mudança irreversível na noção de «Arte». | ” |
| — Martin Kemp (org.), História da Arte no Ocidente, Lisboa, Editorial Verbo, 2006, p. 155. (Texto adaptado) | |   |